# Venezuela durante la Primera Guerra Mundial

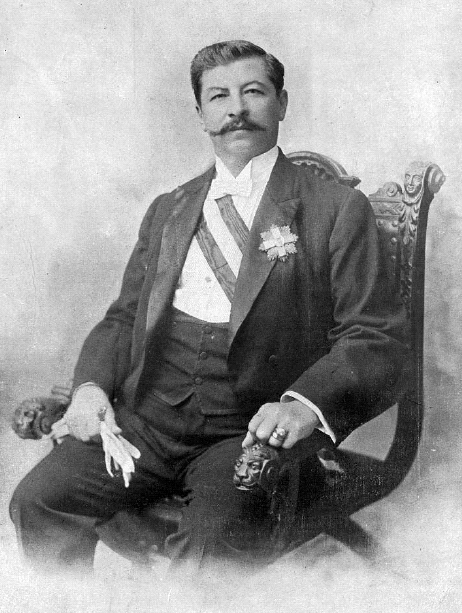
Juan Vicente Gómez, dictador de Venezuela durante la Primera Guerra Mundial. Gómez mantuvo una posición de neutralidad durante el conflicto.

Venezuela durante la Primera Guerra Mundial mantuvo una posición de neutralidad en los cuatro años de duración de la "Gran Guerra" durante la dictadura de Juan Vicente Gómez. Por su postura, su gobierno recibió presiones y amenazas de los beligerantes del conflicto y Gómez fue acusado de tener simpatías progermanas. Gómez utilizó como justificación la posición de Victorino Márquez Bustillos como presidente provisional, en la práctica un «primer ministro», para negarse a discutir la ruptura de la neutralidad.
El estallido de la guerra significó para Venezuela el arreglo definitivo de reclamaciones de pagos realizadas por Francia y la interrupción de la publicación de El Cojo Ilustrado por la escasez de papel ocasionada por el conflicto. La población de Caracas celebró en las calles después de que se conociera la rendición del imperio alemán; dichas manifestaciones fueron dispersadas por la policía y sus dirigentes fueron apresados por orden de Gómez.
A pesar de la neutralidad del gomecismo durante el conflicto, hubo venezolanos que participaron en la Primera Guerra Mundial. Mientras que la mayoría de los venezolanos que combatiría en la guerra sirvieron en la Legión Extranjera Francesa, hubo excepciones de algunos que se alistaron al ejército otomano y al alemán. Varios de ellos fueron condecorados por su servicio.

## Posición

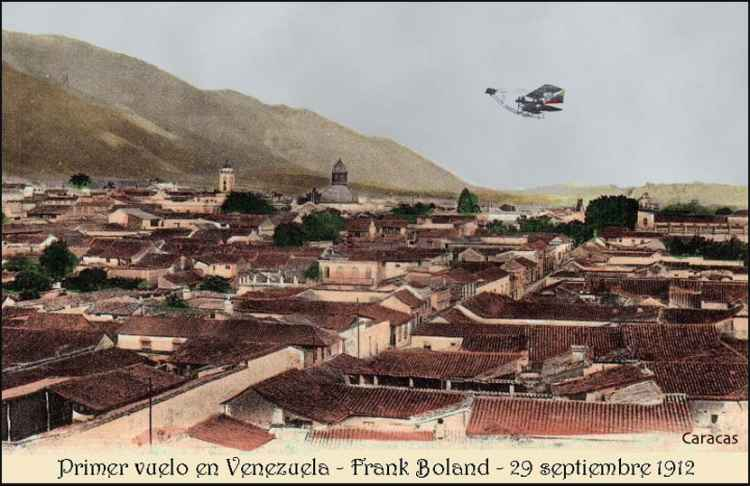
Imagen coloreada de Caracas en el año 1912.

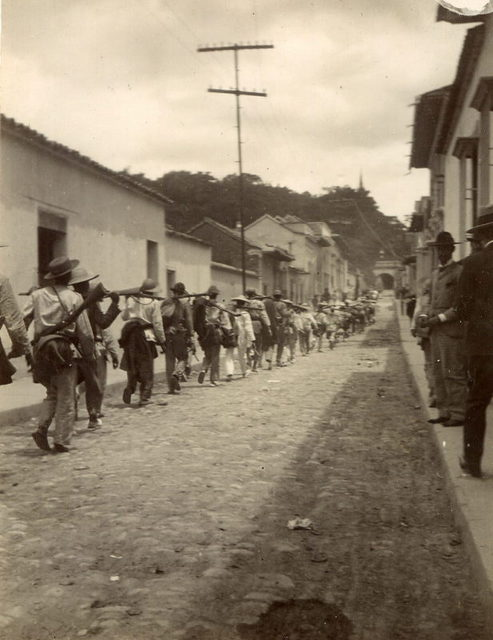
Soldados del Ejército de Venezuela durante la Revolución Libertadora, principios

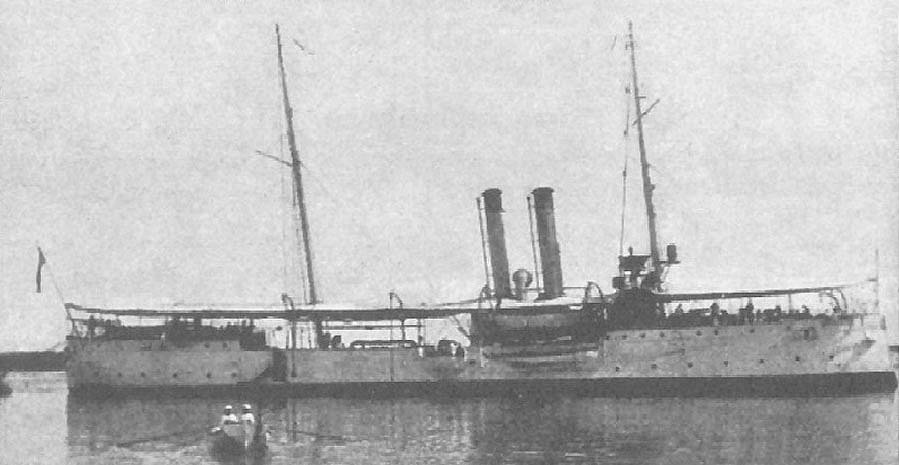
Crucero Mariscal Sucre de la Armada de Venezuela

Juan Vicente Gómez mantuvo una posición de neutralidad durante la Primera Guerra Mundial y los cuatro años del conflicto; su gobierno recibió presiones y amenazas de los beligerantes del conflicto y Gómez fue acusado de tener simpatías progermanas. Gómez utilizó como justificación la presencia del presidente provisional, Victorino Márquez Bustillos, quien en la práctica era un «primer ministro», para negarse a discutir las propuestas de ruptura de la neutralidad, alegando que el asunto le correspondía al presidente provisional, ya que él era presidente electo, no juramentado.
El representante diplomático de Estados Unidos ante Venezuela, Preston McGoodwin, protestó contra el conflicto permanente que se le presentaba para tratar la situación ante la existencia de un presidente provisional y un presidente electo con iguales atribuciones para conocer de las demandas estadounidenses.

## Historia

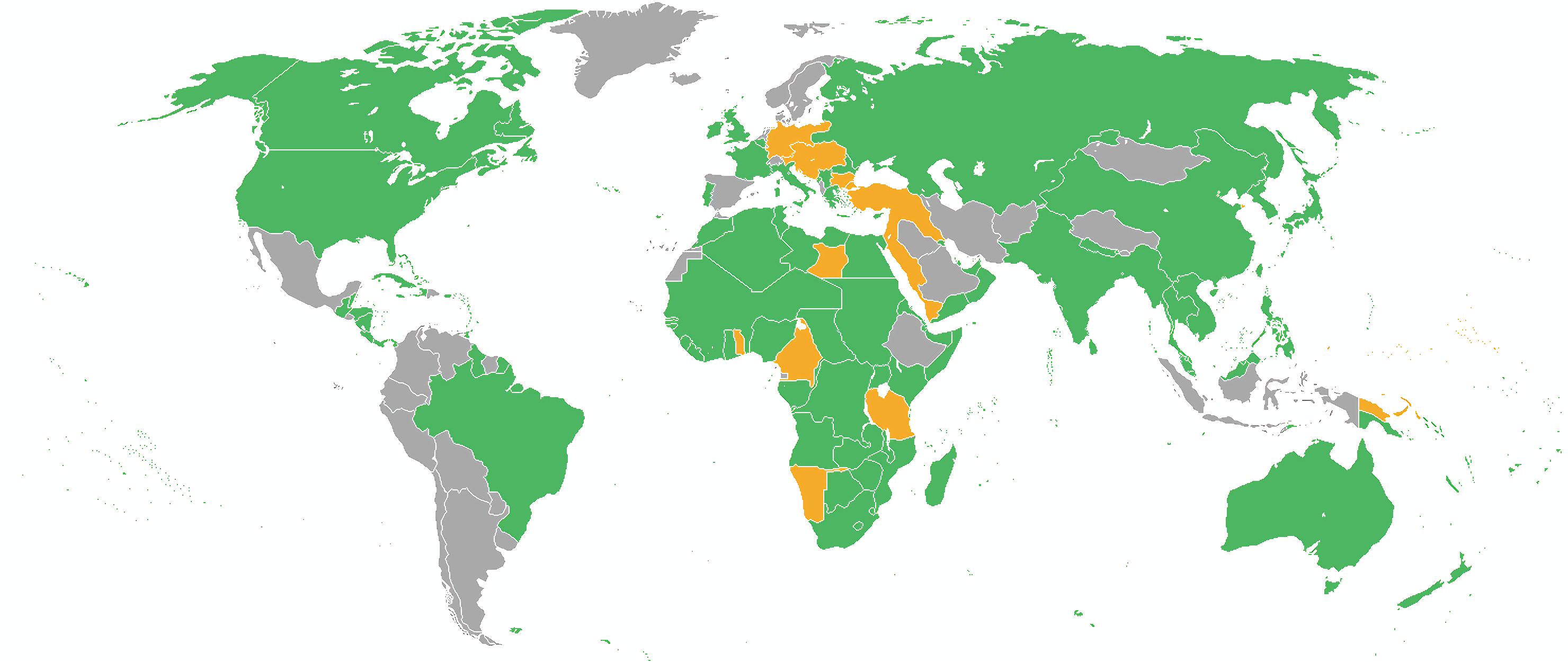
Los participantes en la Primera Guerra Mundial. Aquellos que lucharon junto a los Aliados están en verde, las Potencias centrales en naranja, y los países neutrales, como Venezuela, en gris.

Al inicio de la Primera Guerra Mundial en agosto de 1914, el gobierno de Gómez propuso la convocatoria de un Congreso Mundial de Neutrales a través de la Cancillería, sin que la iniciativa tuviera éxito. El estallido de la guerra precipitó el arreglo definitivo del Protocolo Venezolano-Francés, firmado en 1913, y de los pagos a reclamaciones realizadas por Francia. Mediante una transacción de Bs. 3.000.000, Venezuela quedó libre de toda obligación que proveniera o que pudiera originarse de las reclamaciones. Para 1915 la escasez de papel causada por la guerra produjo la interrupción de la publicación de El Cojo Ilustrado.
A partir de finales de 1916 las presiones y amenazas del Departamento de Estado de los Estados Unidos para que Venezuela realizara una declaración de beligerancia al bando de las potencias aliadas tornaron la situación muy difícil para el gobierno de Gómez. En 1917, disgustados por la neutralidad gomecista durante la guerra, representantes del gobierno estadounidense se aproximaron a Cipriano Castro (expresidente exiliado en Santurce, Puerto Rico, después de que Gómez le propiciara un golpe de Estado) con la intención de atraerlo para una posible reacción contra el gobierno venezolano, pero Castro rechazó la oferta.
El 5 de febrero de 1917 César Zumeta, diplomático venezolano acreditado en Estados Unidos, exhortó a Juan Vicente Gómez que Venezuela mantuviera su postura de neutralidad, escribiéndole:

Por las noticias que aquí se publican parece que el Brasil y otras repúblicas fuertes de la América del Sur se preparan a seguir el ejemplo de este país y a romper con Alemania. Si tenemos en cuenta que nuestra única fuerza está en nuestra perfecta neutralidad, y que al abandonarla comprometemos intereses nacionales de primera importancia y nuestra libertad de acción en lo porvenir, creo, general, que no le conviene a Venezuela sino reafirmar su carácter neutral y, a lo sumo, protestar contra los perjuicios que a nuestro comercio exterior le ocasionan los estorbos puestos a la libre navegación por los grandes beligerantes.

Después de la rendición del Imperio alemán, la población caraqueña celebró en las calles el 15 de noviembre de 1918; estudiantes universitarios, periodistas y escritores participaron en las manifestaciones, las cuales pasaron al frente de las sedes de las legaciones de Francia, Reino Unido, Bélgica, Italia y Estados Unidos y se dirigieron a la plaza Bolívar. A pesar de que el prefecto de Caracas le aseguró a Vicente Gómez que la manifestación consistía sólo de «muchachos, hombres del pueblo, choferes», entre otros, la manifestación fue disuelta por la policía y sus dirigentes fueron apresados por orden de Gómez. El mismo mes el estudiante y disidente Gustavo Machado lidera una manifestación a favor de Bélgica que buscaba condenar la actitud progermana asumida por Juan Vicente Gómez.
La guerra debilitó a las Cámaras de Comercio del país. En 1921 dejaron de ser sólo organizaciones patronales del sector mercantil e incorporaron a representantes de otros sectores productivo, y el mismo año se reúne en Caracas el primer Congreso de Agricultores, Ganaderos e Industriales de Venezuela.

## Soldados
A pesar de la neutralidad del gomecismo durante el conflicto, varios venezolanos participaron en la Primera Guerra Mundial. Mientras que la mayoría de los venezolanos que combatiría en la guerra sirvieron en la Legión Extranjera Francesa, hubo excepciones como Rafael De Nogales Méndez en el ejército otomano y Carlos Meyer Baldó en el ejército imperial alemán. Varios de ellos fueron condecorados por su servicio.
El militar José de Jesús Sánchez Carrero, quien había viajado a Suiza por problemas de salud, decide alistarse en la Legión Extranjera Francesa, donde entra con el grado de teniente. Sánchez Carrero es destinado luego al Segundo Ejército extranjero y posteriormente, por méritos en guerra, es ascendido a capitán el 26 de diciembre de 1917, la mayor distinción jerárquica militar para un extranjero en la Legión. Estuvo en toda la campaña del frente Verdun-Somme y en sus batallas. En marzo de 1918 regresa a Venezuela con permiso, donde es recibido como un héroe por las autoridades y la población, y dos meses después regresa a Europa para dirigir el segundo batallón de la Legión Extranjera. Carrero fue herido mortalmente en la batalla del Argonne mientras comandaba el tercer batallón del Primer Regimiento de la Legión Extranjera, y sus restos fueron enterrados en el cementerio nacional d'Ambleny, en Francia.
El poeta Ismael Urdaneta se alistó en la Legión Extranjera cuando estalló la guerra, después de haber viajado a Francia, y sirvió cinco años como legionario. Durante su servicio fue herido en dos oportunidades y se le confiere la medalla Interaliada como reconocimiento a su heroísmo. El médico Enrique Tejera también se alistó en la Legión Extranjera en 1917 y sirvió en el servicio sanitario. El escritor, periodista, historiador y militar venezolano Lino Iribarren Celis participó en la Fuerza Expedicionaria Estadounidense enviadas a Europa entre 1917 y 1918, recibiendo la Medalla Conmemorativa de la Gran Guerra por la Civilización (1914-1918) por su servicio.
Reynaldo Hahn, compositor y crítico musical radicado en Francia, fue movilizado en junio de 1914 y pasó toda el conflicto en el frente de batalla. Reflexionando sobre los problemas musicales de la época, decidió permanecer fiel a las tendencias de su mentor Jules Massenet y del movimiento romántico francés.
En 1914 Angel Santos Palazzi junto con otros guayaneses hijos de franceses corsos, debieron ausentarse para ir a luchar por Francia, siendo cabo del 273e Régiment d'Infanterie del ejército francés. Palazzi perdió la vida en plena línea de fuego y bajo un recio combate de artillería. Tenía 37 años de edad cuando recibió un proyectil de artillería en la cabeza durante la ]]Batalla del Somme]] el 24 de julio de 1916, fue sepultado en el Cementerio de Amiens. 
Después de tener que huir del país, el aventurero y militar Rafael De Nogales Méndez ofreció sin éxito sus servicios a las Potencias Aliadas, primero en Bélgica y después en Francia. De Nogales viajó posteriormente a Persia como oficial de las Fuerzas Expedicionarias Turcas, participando en la masacre cometida por las tropas turcas contra la población armenia en la ciudad de Van, acción por la que recibe el título de «Bey». En 1915 viaja a Estambul y combate como oficial en el ejército regular otomano. De Nogales obtiene la Cruz de Hierro de manos del káiser Guillermo II, la Estrella del Mechedieh y recibe el grado de teniente coronel de Estado Mayor de la tercera división de la caballería imperial otomana, ad honorem; también se desempeñó como gobernador militar de parte de la costa de Palestina. En 1917 dirigió una expedición que rebasó la frontera de Egipto y quemó varios pueblos. En 1919 dejó el servicio del ejército turco y viajó hacia Estados Unidos. Carlos Meyer Baldó, luego de establecerse en Hamburgo, participa en la guerra como miembro del ejército y de la aviación alemana del baron von Richstaufen. El 28 de junio de 1918 en la zona conocida como Corcy, derriba al SPAD S.XIII del As francés René Montrio en (11 victorias) del Servicio de Aire Francés. Meyer hizo del Jasta 4 su escuadrón más exitoso: su tercer derribo ocurrió el 15 de julio ante un avión SPAD S.XIII. francés.  Enrique Tejera se alista como voluntario del Cuerpo Médico del Ejército de Francia. Finalmente obtiene el título de Médico Colonial en 1917 y sigue cursos de Bacteriología en el Instituto Pasteur.